# Марія-Тринідад-Санчес
Марія-Тринідад-Санчес (ісп. María Trinidad Sánchez) - провінція Домініканської Республіки. Була відокремлена від провінції Самана в 1959 році. Названа на честь видатної жінки-солдата в війнах за незалежність.

## Муніципалітети та муніципальні райони
Провінція розділена на чотири муніципалітети (municipio), а в межах муніципалітетів - на п'ять муніципальних районів (distrito municipal - DM): 
- Кабрера
  - Арройо-Саладо (D.M.)
  - Ла-Ентрада (D.M.)
- Нагуа
  - Арройо-ал-Медіо (D.M.)
  - Лас-Гордас (D.M.)
  - Сан-Хосе-де-Матансас (D.M.)
- Ріо-Сан-Хуан
- Ель-Фактор
  - Ель-Посо (D.M.)